# Camilo Fabra
Camilo Fabra y Fontanills (Barcelona, 9 de febrero de 1833-Barcelona, 24 de junio de 1902), I marqués de Alella, fue un industrial, aristócrata y político español, diputado y senador en las Cortes de la Restauración, además de alcalde de Barcelona.

## Biografía

### Trayectoria empresarial
Nacido en el seno de una familia de la alta burguesía catalana, Camilo Fabra inició su trayectoria como industrial en 1860, cuando instaló en Gracia —por entonces municipio independiente a las afueras de Barcelona— una fábrica con la razón social Camilo Fabra y Cia, dedicada a elaborar un producto pionero: las redes de pesca con hilo de lino. Fabra compraba el hilo a otro industrial, Fernando Puig, cuya fábrica en San Andrés de Palomar era entonces la única hilatura de este género en Cataluña.
Tras contraer matrimonio con la hija de su proveedor, en 1866 Fabra creó con su suegro la sociedad Puig y Fabra. La fábrica de redes de Fabra siguió activa, aunque se trasladó de Gracia a La Sagrera, en Sant Martí de Provençals. En 1882, cuando Fernando Puig se retiró de los negocios, su yerno constituyó la sociedad Camilo Fabra y Compañía, Sucesores de Fernando Puig. Se mantuvo la producción de redes y al antiguo negocio del lino le añadió la producción de hilos de algodón para coser. Dos años después, en 1884, se fusionó con la compañía de Manel Portabella, constituyendo la sociedad anónima Fabra y Portabella, en la que Camilo Fabra ejerció la presidencia hasta su muerte, tras una larga enfermedad, en 1902. 
Al margen del negocio textil, Fabra invirtió en varias sociedades. Fue directivo de las compañías de seguros La Catalana y La Previsión y en la Compañía de los ferrocarriles de Tarragona a Barcelona y Francia. En 1869 fue nombrado presidente de la Junta de Obras del Puerto de Barcelona. En el sector de la banca fue miembro del consejo de administración del Crédito Mercantil de 1873 a 1902 y accionista fundador del Banco Hispano Colonial. Entre 1881 y 1882 fue miembro de la junta del Fomento del Trabajo Nacional y socio de otras patronales como el Fomento de la Producción Española y la Sociedad Económica Barcelonesa de Amigos del País, además de participar en la organización de la Exposición Universal de Barcelona de 1888 como miembro de la junta del patronato.

### Carrera política
Políticamente estuvo vinculado al Partido Constitucional y posteriormente al Liberal Fusionista. Su carrera política se inició como diputado provincial: por Berga de 1874 a 1875 y por Barcelona de 1875 a 1876. Fue elegido diputado en Cortes por el distrito electoral de Barcelona en cuatro legislaturas: 1876-1879, 1881-1884, 1884-1886 y 1886-1889. También fue senador por la misma provincia, de 1891 a 1892 y senador vitalicio desde 1893. Desde su escaño defendió las políticas proteccionistas. En el ámbito municipal fue tres veces concejal del Ayuntamiento de Barcelona, teniente de alcalde en dos ocasiones y alcalde, por real orden, desde el 19 de enero de 1883 hasta su dimisión, en marzo de ese mismo año.

### Vida y obra social
Fabra tuvo un papel activo en la vida social y cultural barcelonesa. Entre la alta sociedad de la época alcanzaron gran popularidad los bailes y fiestas que organizaba en su palacete, al que acudían miembros de la realeza y de la aristocracia de España y Europa. 

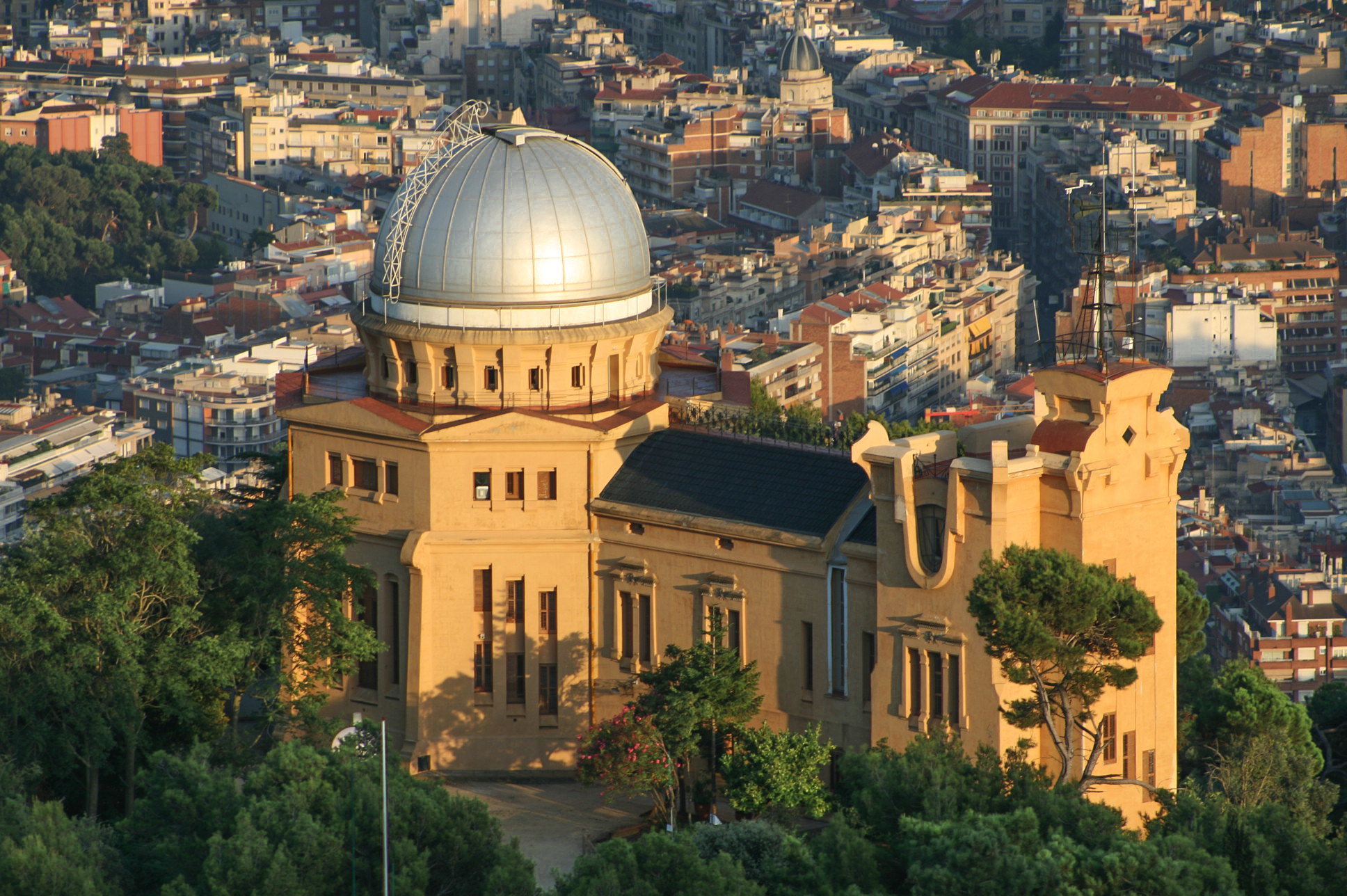
El Observatorio Fabra lleva el nombre de su mecenas, Camilo Fabra.

Hombre culto y refinado, publicó un manual de protocolo social, Código o deberes de buena sociedad, y fue mecenas de sociedades artísticas y científicas. En esta línea, presidió las sociedades del Gran Teatro del Liceo, del Liceo Filarmónico Dramático de S.M. la Reina Isabel II y del Fomento de la Cría Cavallar de Cataluña, propietario del Hipódromo de Can Tunis. 
De su faceta filantrópica destaca especialmente la herencia de 250 000 pesetas en favor de la Real Academia de Ciencias y Artes de Barcelona para sufragar la construcción de un observatorio astronómico en el Tibidabo, hoy conocido como Observatorio Fabra. También legó gran parte de su colección pictórica a los museos municipales de Barcelona. Fallecido en 1902 en Barcelona, fue enterrado en el cementerio antiguo.

## Títulos y reconocimientos

### Marquesado de Alella
En reconocimiento a su contribución industrial, política y sociocultural, el 3 de junio de 1889 la reina regente, María Cristina de Habsburgo Lorena, le concedió el título de marqués de Alella.

### Distinciones honoríficas
- Caballero gran cruz de la Orden de Isabel la Católica[7]
- Comendador de número de la Orden de Carlos III[7]
- Oficial de la Legión de Honor[7]
- Comendador de la Orden de la Corona de Italia[7]
- Placa de la Orden de la Beneficencia[7]

### Reconocimientos
Además del Observatorio Fabra, en la ciudad de Barcelona lleva su nombre una calle del distrito de San Andrés, ubicada donde anteriormente se encontraba su fábrica textil. También en el Masnou el callejero homenajea su nombre.

## Familia y descendencia
Camilo Fabra pertenecía a una familia de la alta burguesía catalana, de tradición comercial y banquera. Su padre Juan Fabra Illas fue socio fundador del Banco de Barcelona y director de la Sociedad Catalana General de Crédito. Sus dos tíos paternos se dedicaron al comercio textil, tanto Esteban —con la razón social Esteban Fabra y Compañía en Madrid— como Gil Buenaventura, quien tras enriquecerse con el negocio de la seda —Clavé, Fabra y Compañía, posteriormente Dotres, Clavé y Fabra— adquirió tierras y mansiones en Alella, villa que se convirtió en lugar de veraneo de la familia. Su primo era el periodista y político Nilo María Fabra.
De su matrimonio con Dolores Puig y Cerdá nacieron cuatro hijos: Fernando, Román, María Araceli y Camila. Cuando Camilo Fabra falleció, en 1902, los dos varones quedaron al frente de la empresa familiar, que un año después fusionaron con la británica J&P Coats, dando origen a una de las mayores industrias del sector en España: la Compañía Anónima Hilaturas de Fabra y Coats. El hijo primogénito, Fernando, heredó además el marquesado de Alella y también siguió los pasos de su padre en la política, como diputado, senador y alcalde de Barcelona. Román fue gentilhombre de cámara con ejercicio de Alfonso XIII y recibió del monarca el título de marqués de Masnou. Por su parte, Camila fue dama de la Orden de las Damas Nobles de la Reina María Luisa.

## Obras
- Código ó deberes de buena sociedad (1883)